# Acorius
Acorius — підрід жуків-тускляків з родини турунів і підродини харпалін (Harpalinae'). До нього відноситься один вид - Amara metallescens (Zimmermann, 1831).